# Chuck Austen
Chuck Austen (nacido Chuck Beckum) es un autor de cómics estadounidense, principalmente conocido por sus etapas en los X-Men, y por la controversia y malas críticas generalizadas que generan sus trabajos.

## Trayectoria
Austen se dio a conocer gracias a Marvel, como dibujante en Elektra y como dibujante y guionista en US War Machine, pasando inmediatamente a trabajar solamente como guionista (siendo recibido con unas críticas pésimas en ambos aspectos).
Pronto se convierte en guionista regular de X-Men, un trabajo con el cual se gana una numerosa y ruidosa legión de detractores, algunos de ellos tan virulentos y viscerales en foros de internet que algunos autores tuvieron que pedir calma públicamente y solicitar a los aficionados que aunque criticaran su trabajo, no atacaran al autor a nivel personal.
Durante el periodo 2001-2004, Chuck Austen se convierte en "guionista para todo" en Marvel, y así es como se hizo cargo de series como Ultimate X-Men, Capitán América, Los Vengadores y Los Exiliados. Es con estos trabajos se gana a pulso una reputación de ser un guionista fiable y puntual y se gana la confianza de los editores, lo que explica la cantidad de encargos que le dieron a pesar de las críticas de muchos lectores.
En 2003 comienza a escribir regularmente para DC Comics en la serie limitada Superman: Metropolis, y al año siguiente le otorgan el puesto de guionista regular de Action Comics y un arco argumental en la JLA. A principios de julio de 2004, cuando parece que está consiguiendo ya de forma regular trabajo en DC Comics, Austen anuncia que dejará de trabajar para Marvel (aunque la decisión ya estaba tomada cuatro meses antes, antes de que comenzara a publicarse el evento X-Men: Reload y pasara de Uncanny X-Men a X-Men).
Tras esto ha trabajado para editoriales como TokyoPop con Boys of Summer (un título de estilo manga) y para televisión con la serie de ciencia ficción Tropiezos estelares.